# Vasile Jianu
Vasile Jianu (n.  ?) a fost un solist român, fondatorul școlii moderne de flaut din România, care a fost distins cu titlul de artist emerit.

## Distincții
- titlul de Artist Emerit al Republicii Populare Romîne (26 august 1954) „pentru merite excepționale în domeniul dezvoltării artei”[1]
- Ordinul Muncii clasa a III-a (20 mai 1955) „cu prilejul împlinirii a 90 de ani de la înființarea Conservatorului de muzică «Ciprian Porumbescu» și pentru merite deosebite în activitatea didactică”[2]